# ری پون-هوی
ری پون-هوی (انگلیسی: Ri Pun-hui؛ زادهٔ ۲۹ دسامبر ۱۹۶۸) یک بازیکن تنیس روی میز اهل کره شمالی است.
از افتخارات وی می‌توان به کسب مدال برنز انفرادی و دو نفره در بازی‌های المپیک تابستانی ۱۹۹۲ اشاره کرد.